# Esquirol llistat de Thomas
L'esquirol llistat de Thomas (Funisciurus anerythrus) és una espècie de rosegador de la família dels esciúrids. Viu a Benín, el Camerun, la República Centreafricana, la República Democràtica del Congo, Guinea Equatorial i Nigèria. A la majoria de la seva distribució ocupa boscos humits tropicals de plana, però també se l'ha observat a boscos de galeria. És una espècie en risc mínim, és a dir, no sembla que hi hagi cap amenaça significativa per a la seva supervivència.